# Nemoura brevilobata
Nemoura brevilobata är en bäcksländeart som först beskrevs av František Klapálek 1912.  Nemoura brevilobata ingår i släktet Nemoura och familjen kryssbäcksländor. Inga underarter finns listade i Catalogue of Life.